# Leona Szczepanowiczowa

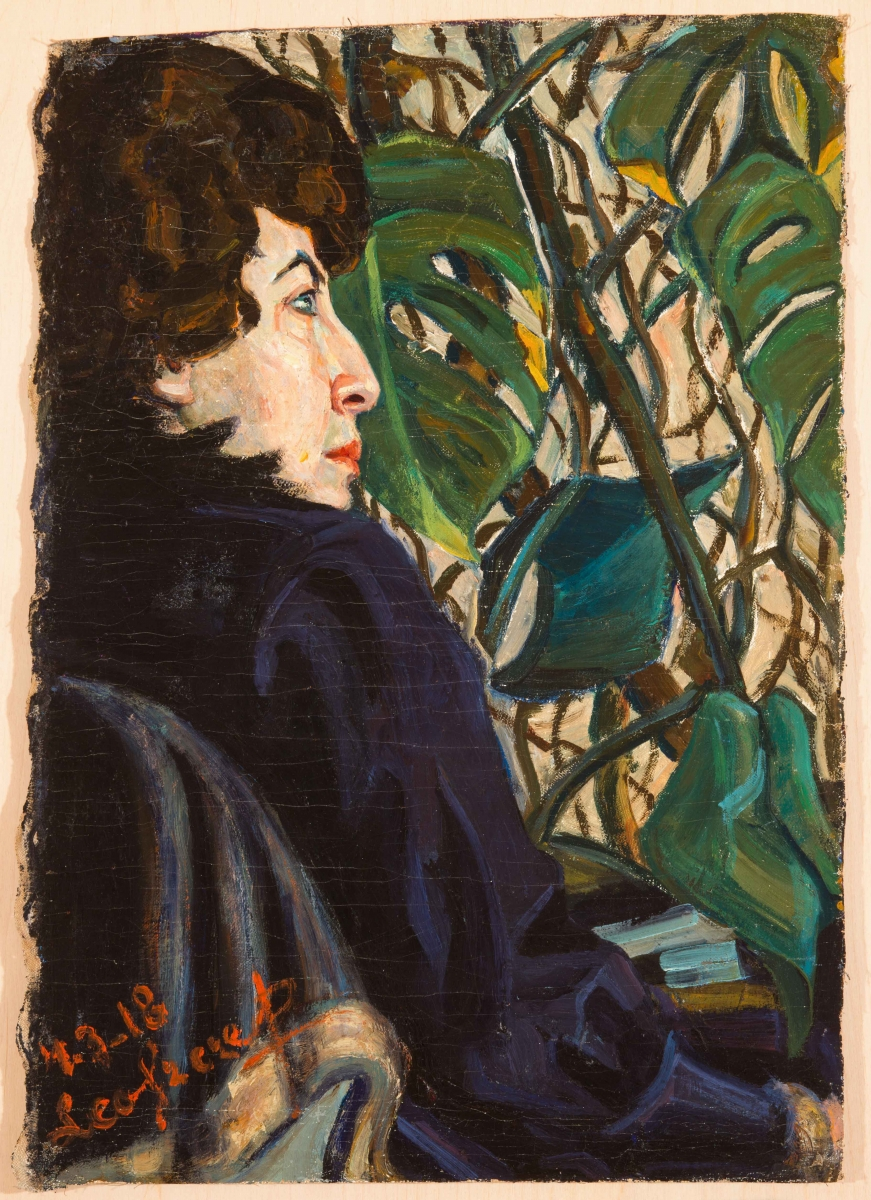
Portret kobiety, aut. Leona Szczepanowiczowa, 1918

Leona Szczepanowiczowa z d. Jastrzębska (ur. 14 września 1887 we Franopolu, zm. 23 maja 1939 w Kobryniu) – polska malarka i rzeźbiarka, przedstawicielka wileńskiego środowiska artystycznego .

## Życiorys
Odebrała gruntowne wykształcenie w dziedzinie sztuk pięknych. Ukończyła na wydziale artystycznym Wyższe Kursy dla Kobiet Adriana Baranieckiego w Krakowie. Następnie studiowała w Moskiewskiej Szkole Malarstwa, Rzeźby i Architektury oraz tamtejszej Szkole Rysunku Technicznego im. Stroganowa. Pobierała także prywatne lekcje rzeźby u Anny Gołubkiny.
Później, już w Wilnie przystąpiła do Wileńskiego Towarzystwa Artystów Plastyków (WTAP), na którego pokazach prezentowała swoje prace malarskie i rzeźbiarskie. Była wówczas jedyną rzeźbiarką wśród wileńskich przedstawicieli tej gałęzi sztuki. W 1930 wzięła udział w „I Wystawie Artystek Polskich” w Bydgoszczy. Otwarta w styczniu ekspozycja odbyła się w salach Muzeum Miejskiego. Uczestniczyło w niej dwadzieścia artystek z Warszawy, Poznania, Krakowa, Lwowa i Wilna, reprezentujących różne dziedziny sztuk pięknych. Natomiast w 1932 eksponowała swoje prace na wileńskiej wystawie rzeźby. Jej ulubionym tworzywem rzeźbiarskim było drewno. Wiele jej dzieł znajduje się w zbiorach m.in. Muzeum Narodowego w Warszawie i Litewskiego Muzeum Narodowego w Wilnie.
Zmarła przedwcześnie w Kobryniu, mając 51 lat. Została pochowana w Wilnie.

## Wybrana twórczość

### Malarstwo
- Portret kobiety, 1918
- Portret mężczyzny
- Portret kobiety w czepku
- Ulica Portowa w Wilnie, 1933

### Rzeźba
- Głowa dziewczyny
- Sen, 1928
- Głowa kobiety, 1930
- Madonna z dzieciątkiem, 1933

## Uwaga
1. ↑  Istnieje niewiele informacji biograficznych na jej temat. Wg źródeł polskich urodziła się we Franopolu. Wg litewskich w Prużanie[1].